# Tiberio Giulio Abdes Pantera
Tiberio Giulio Abdes Pantera (a volte citato come Tiberio Giulio Abdeo Pantera, in latino Tiberius Iulius Abdes Panthera o Pantera; Sidone, 22 a.C. – Bingium, 40) è stato un militare romano di origine fenicia, la cui tomba è stata ritrovata nel XIX secolo nei pressi dell'odierna Bingerbrück.

Lo storico James Tabor identificò, in una controversa ipotesi, questo legionario con un soldato romano chiamato appunto Pantera, che, secondo il filosofo greco-romano antico Celso, sarebbe stato il padre naturale di Gesù Cristo, cosa citata anche in alcune fonti ebraiche anti-cristiane, contenute nel Talmud, come il Toledot Jeshu, un testo di origine forse medievale; secondo Celso 
(Celso, Discorso veritiero, «Il giudeo»: capitolo I, 28)

## Celso e Origene
Pantero, Pantera, Panthera o Pandera è in origine il cognome o soprannome di un presunto soldato romano la cui notorietà storica si deve al filosofo greco Celso, che gli ha attribuito la paternità di Gesù di Nazaret nella sua opera Discorso veritiero (II secolo), una sorta di pamphlet diretto contro i cristiani. Questa ipotesi è stata solitamente respinta nel corso della storia, non solo per il carattere anticristiano del lavoro, ma anche per l'assenza di riferimenti e prove fornite da Celso, che spesso prende le notizie da fonti indirette. La menzione di questo rapporto di parentela (ripreso forse da ambienti ebraici, e riportato appunto nella Toledot Jeshu) è stato quasi sempre considerata come pura diffamazione, da parte di un autore neoplatonico che cercava di ripristinare l'antica religione romana contro l'avanzata del cristianesimo nell'Impero romano, accusando il fondatore di natali incerti e vita da "brigante". Questa è perlomeno l'opinione di Origene, che tentava di confutare l'opera di Celso e ne costituisce l'unica fonte, anche se alcuni studiosi alternativi, talvolta anticlericali, hanno preso ad esempio questo fatto per suffragare l'ipotesi di inconsistenza e falsità degli eventi narrati del Nuovo Testamento, o talvolta assumendo per verità quanto affermato dal filosofo, specie considerando "Yeshu ben Panthera" come uno dei personaggi che hanno dato vita al mito di Gesù.
Secondo alcuni critici Panthera (nel Talmud chiamato anche Stadha) è un nome di diversi presunti legionari, ritrovato in iscrizioni in Palestina, dove potrebbe esserci stata una legione omonima (quindi non associabile a un vero soldato), o sarebbe solo un gioco di parole greco con la parola parthenos ("vergine").

## La lapide
Nel mese di ottobre del 1859, durante la costruzione della ferrovia di Bingen (Germania) nove sepolture romane vennero scoperte con i loro monumenti e lapidi. L'iscrizione su una di esse (CIL XIII 7514) era di Tiberio Giulio Abdes Pantera, della I coorte ausiliari arcieri, nato a Sidone (Fenicia, oggi Libano), morto a 62 anni nell'anno 40, in un vicino accampamento di legionari.
L'iscrizione recita appunto: Tib(erius) Iul(ius) Abdes Pantera / Sidonia ann(orum) LXII / stipen(diorum) XL miles exs(ignifer?) /coh(orte) I sagittariorum /h(ic) s(itus) e(st) ("Tiberio Giulio Abdes Pantera, nato a Sidone, di 62 anni, per 40 anni soldato vessillifero della I corte arcieri, qui giace").

## Studi di James Tabor
James Tabor ha proposto l'ipotesi di identificazione tra il legionario di stanza in Germania e il soldato Pantera nominato da Celso. Secondo questa ipotesi i nomi di Tiberio Giulio sono denominazioni adottate da qualcuno che ha acquisito la cittadinanza romana attraverso il servizio militare, per esempio, dopo aver servito da straniero provinciale (o addirittura come liberto), in un ruolo di rango inferiore, l'esercito romano per circa 25 anni. Pantera era un nome greco, o meglio soprannome, attestato nell'ambiente legionario, mentre i primi due nomi sarebbero in onore dell'imperatore Tiberio e della sua famiglia, i giulio-claudii. Il nome Abdes (o Abdeo) è la versione greco-latina di Ebed, che in aramaico significa invece "servo di Dio" e quindi Pantera potrebbe essere stato di origine semitico-giudaica o egiziana, oppure fenicia, vista la sua nascita a Sidone. Secondo Tabor Gesù si sarebbe recato a trovare il presunto padre o i suoi parenti del ramo paterno in Fenicia, e ciò sarebbe accennato nel vangelo di Marco:
(Marco, 7, 24)
 Tabor sostiene che, essendo considerato un figlio semi-illegittimo dai rabbini, Gesù poté sposare, secondo la legge mosaica, solo una donna straniera, che secondo lui era Maria Maddalena; sempre secondo lo studioso, Maria era infatti anch'essa di origine fenicia, oltre a essere pagana (Tabor ipotizza una presenza del culto efesino di Artemide in Galilea, legato alla presenza di api sacre); basa le sue ipotesi sulla Maddalena su alcuni apocrifi (Vangelo di Tommaso, Vangelo di Maria Maddalena, Vangelo di Filippo, Vangelo della moglie di Gesù, Libro di Giuseppe e Aseneth).
Riguardo a Pantera, la I coorte di arcieri servì, in effetti, durante il regno di Tiberio, in Giudea (per lo meno fino al 6 d.C.) e poi a Bingen. Sulla base di queste date, Tabor indica un giovane Pantera (quasi coetaneo della madre di Gesù, a differenza del marito che era più anziano) in Giudea nelle date in cui Gesù avrebbe potuto essere concepito, tra il 10 e il 3 a.C., quando le operazioni militari, contro le rivolte locali culminate dieci anni dopo nella rivolta del censimento di Quirinio guidata da Giuda di Gamala, portarono le legioni in Galilea, anche nei dintorni di Nazaret. La successiva soppressione di queste rivolte portò a crocifissioni collettive di rivoltosi, in cui lo scrittore José Saramago pone la morte del marito della madre di Gesù nel suo libro Il Vangelo secondo Gesù Cristo.